# إرنست ماكلين
إرنست ماكلين (بالإنجليزية: Ernest McLean)‏ هو عازف قيثارة جاز وعازف جاز أمريكي، ولد في 1926 في نيو أورلينز في الولايات المتحدة، وتوفي بنفس المكان في 24 فبراير 2012.